# Les Chasseurs de scalps
Pour plus de détails, voir Fiche technique et Distribution.
Les Chasseurs de scalps (The Scalphunters) est un film américain réalisé par Sydney Pollack, sorti en 1968.

## Synopsis
En 1850, dans les montagnes Rocheuses. Un trappeur, Joe bass, rencontre des Indiens Kiowas, qui lui proposent d'échanger ses fourrures contre un esclave noir. Joe est obligé d'accepter. Plus tard, il retrouve les Indiens scalpés. Il décide de retrouver ces chasseurs, payés par l'État, afin de reprendre ses fourrures.

## Fiche technique
- Titre original : The Scalphunters
- Titre français : Les Chasseurs de scalps
- Réalisation : Sydney Pollack
- Scénario : William W. Norton
- Photographie : Duke Callaghan et Richard Moore
- Montage : John Woodcock (monteur)
- Musique : Elmer Bernstein
- Costumes : Joe Drury
- Producteurs : Arthur Gardner, Arnold Laven et Jules V. Levy
- Société de production : Bristol Films et Norlan Productions
- Société de distribution : United Artists
- Pays d'origine :  États-Unis
- Format : couleurs - 35 mm - 2,35:1 - son : mono (Westrex Recording System)
- Genre : comédie, western
- Durée : 102 minutes
- Dates de sortie : 
  - États-Unis : 2 avril 1968
  - France : 1er février 1969[1]
- Affiche : Jean Mascii (France)

## Distribution

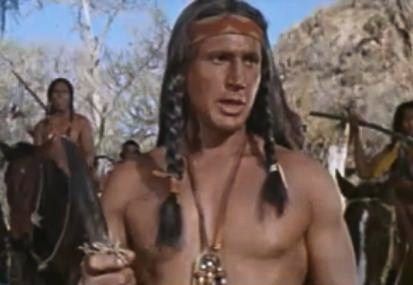
Armando Silvestre dans le film

- Burt Lancaster (VF : Claude Bertrand) : Joe Bass
- Shelley Winters (VF : Jacqueline Jefford) : Kate
- Telly Savalas (VF : André Valmy) : Jim Howie
- Ossie Davis (VF : Bachir Touré) : Joseph Lee
- Dabney Coleman : Jed
- Paul Picerni : Frank
- Dan Vadis : Yuma
- Nick Cravat (VF : Georges Atlas) : Yancy
- Armando Silvestre : Two Crows

## Production
Le tournage a lieu en Arizona (Quartzsite, Parker, le mont Harquahala, ) et au Mexique (Barranca del Cobre, Chihuahua, Durango, Sierra de Organos).